# 张寿懿公馆旧址
张寿懿公馆为原奉系军阀张作霖五夫人张寿懿在辽宁省沈阳市的官邸。沈阳目前存有张寿懿公馆两处，两处公馆旧址均为沈阳市文物保护单位。

## 八纬路公馆旧址
张寿懿八纬路公馆旧址位于沈阳市和平区八纬路14号，建于1917年，是一栋西式风格建筑。公馆占地面积468平方米，建筑面积1926平方米。公馆大楼地上三层，地下一层，为钢混结构，水泥瓦顶建筑。中华人民共和国成立后，八纬路公馆旧址一直为沈阳市物资局占用。2008年10月27日，张寿懿八纬路公馆旧址被列为沈阳市文物保护单位进行保护。

## 文会街公馆旧址
张寿懿文会街公馆旧址位于沈阳市沈河区文会街33号，公馆大楼为典型的中西结合式建筑。公馆整体占地面积约850平方米，建筑面积为2105平方米。公馆大楼地上三层，砖混结构，建筑正立面设有二层通高方形壁柱，屋顶设有老虎窗。该旧址目前由沈阳市财政局管理使用。2008年10月27日，张寿懿文会街公馆旧址被列为沈阳市文物保护单位进行保护。